# 大宮町 (埼玉県)
大宮町（おおみやまち）は、埼玉県北足立郡に存在した町。現在のさいたま市大宮区、北区に位置する。
後身の大宮市は1940年（昭和15年）に新設合併によって誕生したもので、本町とは別の自治体である。

## 地理
- 河川：鴨川、芝川

## 歴史

### 沿革
- 1889年（明治22年）4月1日 - 町村制施行により、大宮宿、上天沼村、下天沼村、高鼻村、土手宿村の区域をもって大宮町が成立[1]。
- 1898年（明治31年）7月15日 - 大宮商業銀行が設立。
- 1894年（明治27年）10月20日 - 日本鉄道業務部汽車課（後の国鉄大宮工場、現在のJR大宮総合車両センター）設立。
- 1901年（明治34年） - 片倉工業が東京市千駄ヶ谷から仲町に製糸場を移転（後に吉敷町へ再移転）。
- 1906年（明治39年）4月16日 - 川越電気鉄道が開業（1941年廃止）。
- 1925年（大正14年）頃 - 東京から盆栽業者が移住し、大宮盆栽村が形成される。
- 1927年（昭和2年） - 大宮操車場が開設される。現在、大宮操車場であった敷地の大部分はさいたま新都心となっている。
- 1929年（昭和4年）11月17日 - 総武鉄道（現在の東武野田線）粕壁駅 - 大宮駅（仮駅。現在地とは異なる）間が開業。
- 1931年（昭和6年）4月1日 - 木崎村の一部（大字北袋）を編入。
- 1933年（昭和8年） - 大宮町に都市計画法が施行される。耕地整理組合が設立され駅東側に大宮住宅地、西側に三橋住宅地、日進住宅地が造成される。同時期に国道17号（新国道、志村 - 宮原）が開通。
- 1940年（昭和15年）11月3日 - 北足立郡大砂土村、日進村、三橋村、宮原村と新設合併して大宮市が発足[2]。同日大宮町廃止。

## 行政

### 歴代町長
- 矢部忠右衛門（1889年5月23日 - 1890年9月22日）
- 井上信道（1890年12月23日 - 1894年12月22日）
- 白井助七（1895年5月15日 - 1896年5月19日）※在任逝去
- 吉田茂助（1896年5月12日 - 1897年2月16日）※町長代理
- 井上信道（1898年2月24日 - 1898年3月6日）※再任（2期目）
- 山崎喜左衛門（1897年3月16日 - 1898年2月17日）
- 橋本八五郎（1898年3月9日 - 1899年7月17日）
- 星野宗助（1899年7月26日 - 1899年12月4日）
- 松尾永起（1899年12月5日 - 1901年2月1日）※職務代理
- 井上信道（1901年2月1日 - 1901年5月1日）※再任（3期目）
- 阪泰碩（1901年5月16日 - 1901年10月21日）
- 平沢増五郎（1901年11月13日 - 1902年10月13日）
- 前川正則（1902年10月30日 - 1905年3月22日）
- 平沢増五郎（1905年5月8日 - 1909年4月6日）※再任（2期目）
- 西角井正男（1909年6月30日 - 1910年4月20日）
- 佐川重作（1910年5月28日 - 1910年9月14日）
- 関根嘉重（1910年10月25日 - 1918年10月25日）
- 小口槇太（1918年10月30日 - 1927年12月19日）
- 本多定積（1928年2月11日 - 1930年11月13日）
- 大作徳郎（1931年3月17日 - 1935年1月3日）
- 萩原喜代盛（1935年5月14日 - 1937年7月2日）
- 宇治田積（1937年7月23日 - 1940年11月2日）

## 経済

### 産業
農業
『大日本篤農家名鑑』によれば、大宮町の篤農家は「平澤増五郎、尾熊森太郎、栗原精一、大島周次郎、磯崎覺太郎、関根由蔵、沼上紋蔵、星野誠作、加藤定吉、清水徳太郎」などがいた。
商業
- 河野清三郎（金融業）[4]
- 加藤睦之介（料理並旅館業）[5]
- 桑田與三郎（翁家、料理業）[4]

### 地主、家主
大宮町の地主は「栗原定右衛門」、家主は「黒澤寅之助」、地家主は「栗原利郎、栗原精一」などがいた。

## 交通

### 鉄道路線
- 鉄道省
  - 東北本線、川越線：大宮駅
- 総武鉄道（2代目、現・東武鉄道）
  - 総武鉄道線（現東武野田線）：大宮駅 - 北大宮駅 - 大宮公園駅
- 西武鉄道
  - 大宮線：大宮駅 - 工場前駅

### 道路
- 中山道

## 現在の町名
さいたま市大宮区
上小町・三橋・大成町・櫛引町・大原以外の町名は、旧大宮町域を含む。
さいたま市北区
大宮は全域が旧大宮町域。植竹町・盆栽町・見沼は旧大宮町域を含む。

## 出身・ゆかりのある人物
- 阿部肇一（歴史学者、第26代駒澤大学学長）
- 加藤睦之介（衆議院議員[5]、埼玉県会議員、大宮市長）
- 栗原古城（評論家、翻訳家、英文学者）
- 西角井正慶（国文学者、民俗学者、歌人、國學院大學教授）